# Aragami (film)
Pour les articles homonymes, voir Aragami.
Pour plus de détails, voir Fiche technique et Distribution.
Aragami (荒神) est un film japonais réalisé par Ryūhei Kitamura, sorti en 2003.

## Synopsis
Deux samouraïs en perdition, blessés à mort, se réfugient dans un temple habité par un samouraï et sa servante. Les hôtes, d'abord accueillants, révèlent au fur et à mesure du récit leur vraie personnalité.

## Fiche technique
- Titre : Aragami
- Réalisation : Ryūhei Kitamura
- Scénario : Ryūhei Kitamura
- Musique : Nobuhiko Morino
- Photographie : Takumi Furuya
- Montage : Shuichi Kakesu
- Décors : Norifumi Ataka et Yuji Hayashida
- Production : Yuuji Ishida, Shinya Kawai et Haruo Umekawa
- Société de distribution : Micott Inc.
- Pays d'origine :  Japon
- Langue originale : japonais
- Format : couleur - 1,85:1 - DTS - 35 mm
- Genre : action, fantastique
- Durée : 69 minutes[1]
- Dates de sortie :
  - Belgique : 27 mars 2003 (Festival international du film fantastique de Bruxelles)
  - Japon : 4 octobre 2003[1]

## Distribution
- Takao Ōsawa : le samouraï
- Masaya Katō : l'homme du temple
- Kanae Uotani : la femme
- Tak Sakaguchi : le futur challenger
- Hideo Sakaki : l'ami du samouraï

## Autour du film
- Yukihiko Tsutsumi et Ryūhei Kitamura ayant rendu leurs courts-métrages pour le projet Jam Films (2002) en un temps record, le producteur Shin'ya Kawai leur proposa à tous les deux de réaliser chacun un long métrage avec seulement deux acteurs et devant être tournés en une semaine. L'entreprise fut nommée Le Projet Duel, Aragami étant le film de Kitamura, tandis que Tsutsumi réalisa 2LDK, un film d'horreur sorti en 2002.

## Récompenses
- Corbeau d'argent lors du Festival international du film fantastique de Bruxelles (2003).